# Ratpenat orellut de la terra d'Arnhem
El ratpenat orellut de la terra d'Arnhem (Nyctophilus arnhemensis) és una espècie de ratpenat de la família dels vespertiliònids. Viu a Austràlia. El seu hàbitat natural són les selves tropicals, els boscos d'eucaliptus oberts, els manglars, i sobre llacunes d'aigua dolça i ulls d'aigua. No hi ha cap amenaça significativa per a la supervivència d'aquesta espècie.